# Saint-Martin-de-Brômes
Saint-Martin-de-Brômes är en kommun i departementet Alpes-de-Haute-Provence i regionen Provence-Alpes-Côte d'Azur i sydöstra Frankrike. Kommunen ligger  i kantonen Valensole som ligger i arrondissementet Digne-les-Bains. År 2022 hade Saint-Martin-de-Brômes 632 invånare.

## Befolkningsutveckling
Antalet invånare i kommunen Saint-Martin-de-Brômes
Referens: INSEE